# Vincent Almendros
Pour les articles homonymes, voir Almendros (homonymie).
Œuvres principales
Un été
Vincent Almendros, né en 1978 à Avignon, est un romancier français.

## Biographie
Vincent Almendros fait des études de lettres à la faculté d'Avignon avant de commencer à écrire de la poésie et de la littérature en prose. Il envoie, pour conseils, son premier roman achevé, Ma chère Lise, à Jean-Philippe Toussaint qui, l'appréciant, l'introduit auprès d'Irène Lindon aboutissant à sa publication en 2011. En 2015, son deuxième roman Un été, très apprécié par la critique,,, reçoit le prix Françoise-Sagan en juin 2015. En 2019, il reçoit le prix littéraire des Lycéens des Pays de la Loire pour son roman Faire mouche.

## Œuvre
- Ma chère Lise, Les Éditions de minuit, 2011  (ISBN 978-2707321947)
- Un été, Les Éditions de minuit, 2015, 94 p.,  (ISBN 978-2707328120) – Prix Françoise-Sagan[7]
- Faire mouche, Les Éditions de minuit, 2018  (ISBN 9782707344212)
- Sous la menace, Les Éditions de Minuit, 2024, 140 p.  (ISBN 978-2-7073-4943-9)

## Sur quelques ouvrages

### Un été(2015)
2014, Jean, en couple avec Jeanne, invite son frère Pierre, en couple avec Lore, de Flekkefjord (Norvège), à une semaine en bateau dans son tout nouveau voilier : Naples, Capri, Agropoli... Voile et moteur, baignade, pêche (bonite), étoile de mer, méduses, orage...